# Per Avander
Per Avander, född 1961, är en svensk företagsledare som för närvarande är verkställande direktör och koncernchef för Bilia AB.

### Webbkällor
- ”Per Avander: Ledamot”. Volvofinans Bank. Arkiverad från originalet den 7 januari 2019. https://web.archive.org/web/20190107072514/https://www.volvofinans.se/om-volvofinans/Bolagsstyrning/Styrelse/Styrelsens-sammansattning/Per-Avander/. Läst 6 januari 2019.